# Steginoporella elegans
Espèce
Synonymes
- Steganoporella elegans Milne-Edwards, 1936

Steganoporella elegans est une espèce marine éteinte de bryozoaires (Ectoprocta) de la famille des Steginoporellidae.
Ses fossiles sont connus, entre autres, dans les sédiments de la mer des faluns de Touraine et d'Anjou, en France, datés du Miocène moyen.

## Liste des sous-espèces
Selon World Register of Marine Species (28 octobre 2020) :
- sous-espèce Steginoporella elegans chattiensis Pouyet & David, 1979 †
- sous-espèce Steginoporella elegans elegans (Milne-Edwards, 1836) †
- sous-espèce Steginoporella elegans transversa Vigneaux, 1949 †